# Філідор золотолобий
Філідо́р золотолобий (Dendroma rufa) — вид горобцеподібних птахів родини горнерових (Furnariidae). Мешкає в Центральній і Південній Америці.

## Опис
Довжина птаха становить 18-19 см, вага 25-36 г. У представників південно-східних популяцій верхня частина тіла оливково-коричнева, крила і хвіст руді, нижня частина тіла рівномірно охриста, лоб і "брови" над очима охристі, тім'я сіре, через очі ідуть помітні темні смуги. Представники андійських популяцій мають більш тьмяне забарвлення, візерунок на голові у них менш контрастний, лоб менш охристий. Птахи, що мешкають на захід від Анд мають менші розміри і тьмяніше забарвлення, за винятком горла, дзьоб у них світліший.

## Підвиди
Виділяють сім підвидів:

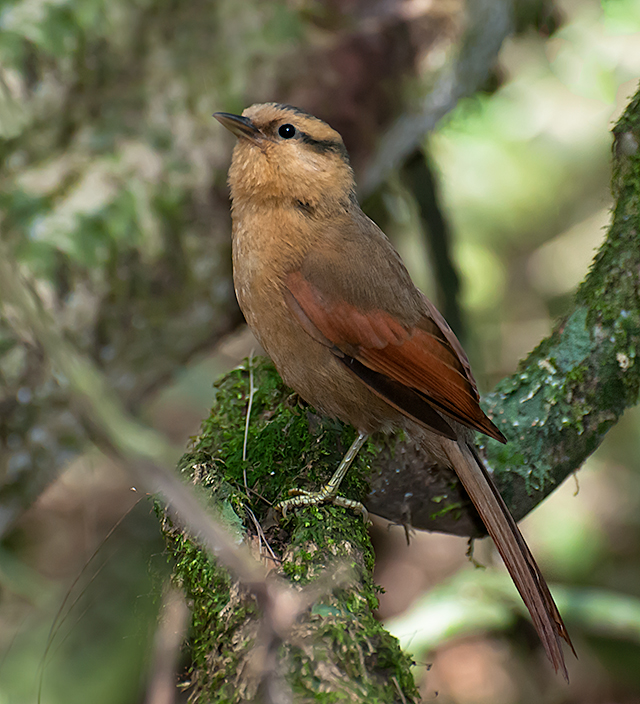
Золотолобий філідор

- D. r. panerythra (Sclater, PL, 1862) — високогір'я Коста-Рики і західної Панами (на схід до заходу Чирікі і Бокас-дель-Торо), Центральний і Східний хребти Колумбійських Анд (Антіокія, Кальдас), західні схили Колумбійських Анд (від Сантандера до Кундінамарки), Серранія-де-Сан-Лукас[es];
- D. r. riveti (Ménégaux & Hellmayr, 1906) — Західний хребет Колумбійських Анд (на південь від центрального Чоко) і Анди на північному заході Еквадору (на висоті до Пічинчи);
- D. r. columbiana (Cabanis & Heine, 1860) — Прибережний хребет на півночі Венесуели (Сьєрра-де-Сан-Луїс і Кордильєра-де-ла-Коста);
- D. r. cuchiverus (Phelps, WH & Phelps, WH Jr, 1949) — південь Венесуели (Серро-Калентура на півночі Амасонаса і Серро-Ель-Негро на північному заході Болівару);
- D. r. boliviana (Berlepsch, 1907) — східні передгір'я Анд в Еквадорі (на південь від західного Напо), Перу і Болівії (на південь до Чукісаки);
- D. r. chapadensis (Zimmer, JT, 1935) — південно-західна Бразилія (Мату-Гросу, південний Гояс, також на крайньому півдні Токантінса);
- D. r. rufa (Vieillot, 1818) — схід Бразилії (від південно-східної Баїї, Мінас-Жерайса і Еспіріту-Санту до півдня Мату-Гросу-ду-Сул і півночі Ріу-Гранду-де-Сул), схід Парагваю і північний схід Аргентини (Місьйонес, північно-східний Коррієнтес).

## Поширення і екологія
Золотолобі філідори мешкають в Коста-Риці, Панамі, Колумбії, Еквадорі, Перу, Болівії, Бразилії, Венесуелі, Парагваї і Аргентині. Вони живуть у вологих гірських і рівнинних тропічних лісах, на узліссях і в галерейних лісах. Зустрічаються поодинці або парами, на висоті до 2500 м над рівнем моря, переважно на висоті до 1800 м над рівнем моря. Часто приєднуються до змішаних зграй птахів. Живляться комахами, їх личинками, павуками та іншими безхребетними. Гніздяться в норах або дуплах дерев, які встелюють рослинними волокнами.